# 周世豪
出生于1984年2月24日，籍贯潮州，属于马来西亚，霹雳州，太平人。本是从商房地产事业，与其合伙人杨胜元于2006年开办首间房地产中介公司位于哥打白沙罗。入围2016年大马国际青年企业创业奖30强。2016 年2月22日，与香港盛泰国际有限公司（Sheng Tai International （HK）LTD）及香港华丽城国际有限公司（Hwa Ley City International（HK）LTD）签署合作协议，以组成一家联营公司Shengster公司。
2017年为StarProperty 房地产评论嘉宾。2019年与何振顺研究机构创办人何振顺同列为Mitraland上市集团成为旗下楼盘发展Upperville代言人。吉隆坡暨雪兰莪中华总商会（KLSCCCI）成员之一。